# Xymehops
Xymehops là một chi bướm đêm thuộc họ Noctuidae.